# 麥克尼爾 (密西西比州)
麥克尼爾（英語：McNeill）是位於美國密西西比州珀爾里弗縣的非建制地區。

## 歷史
麥克尼爾的郵局自1891年營運至今。

## 地理
麥克尼爾所處的海拔為高於海平面74米（即243英呎），而該地所採用的時區為UTC-6，即北美中部時區（CST）。同時該地設有夏令時間，為UTC-6調快一小時，即UTC-5（CDT）。